# Isabella Colbranová
Isabella Colbranová (2. února 1784 Madrid, Španělsko – 7. října 1845 Castenaso poblíž Boloně, Itálie) byla španělská operní pěvkyně, sopranistka, první manželka Gioacchina Rossiniho.

## Život
Isabella Colbranová byla jednou z nejvýznamnějších zpěvaček své doby. Proslavila se v divadle San Carlo v Neapoli, kde zapůsobila na samotného krále a kde se také seznámila s operním skladatelem Giocchinem Rossinim. Napsal jí mnoho operních rolí, ve kterých zazářila:
- Alžběta (Alžběta, královna anglická)
- Desdemona (Othello)
- Armida (Armida)
- Zoraide (Ricciardo a Zoraide)
- Ermione (Ermione)
- Elena (Jezerní paní)
- Anna (Mohamed II.)
- Zelmira (Zelmira)
- Semiramis (Semiramis)

Práce se skladatelem přerostla v lásku. V roce 1822 se vzali a po 15 letech manželství se rozvedli. Přesto jí věnoval pozornost až do její smrti.